# Progetto B
Progetto B è il quinto album in studio della cantante italiana Anna Tatangelo, pubblicato il 16 febbraio 2011 dalla Sony Music.

## Descrizione
Il disco è stato anticipato dalla partecipazione della cantante al Festival di Sanremo 2011 con il brano Bastardo, primo singolo estratto dall'album.

## Tracce
CD (GGD 88697853582 (Sony) / EAN 0886978535825)
1. Bastardo – 3:44 (testo: Anna Tatangelo, Valentina D'Agostino – musica: Gigi D'Alessio)
2. Amo la vita – 3:51 (testo: Gigi D'Alessio, Vincenzo D'Agostino – musica: Max Calò)
3. L'aria che respiro – 3:58 (testo: Mario Biondi, Andrea Celestino – musica: Mario Biondi, Gigi D'Alessio) – (feat. Mario Biondi)
4. L'arcobaleno – 3:38 (Diego Calvetti, Emiliano Cecere)
5. Ha mille ali l'amore – 3:11 (testo: Vincenzo D'Agostino – musica: Gigi D'Alessio, Max Calò)
6. Non mi pento – 3:17 (Max Calò, Fabrizio Berlincioni)
7. Non mettiamoci veleno – 3:49 (testo: Vincenzo D'Agostino – musica: Gigi D'Alessio, Max Calò)
8. Sensi – 3:41 (Adriano Pennino, Giuseppe Anastasi)
9. Anna – 4:44 (testo: Renato Zero – musica: Gigi D'Alessio)
10. Se – 3:08 (testo: Mario Biondi – musica: Mario Biondi, G. Marani)
11. Odioso – 3:32 (testo: Adelio Cogliati – musica: Vladimirio Tosetto)
12. Lo scrigno di cristallo – 4:20 (Alessandro Mancuso)
13. Mamma – 3:02 (Cesare Andrea Bixio, Bixio Cherubini)

Durata totale: 47:55

## Formazione
- Anna Tatangelo - voce
- Maurizio Fiordiliso - chitarra
- Adriano Pennino - tastiera, pianoforte, organo Hammond
- Roberto D'Aquino - basso
- Alfredo Golino - batteria

## Classifiche
| Classifica (2011) | Posizione massima |
| ----------------- | ----------------- |
| Italia            | 9                 |
| Svizzera          | 65                |

A fine anno il disco è risultato essere il 167º più acquistato.

## Tour

### Progetto B Tour
Progetto B Tour 2011 è la tournée della cantante italiana Anna Tatangelo finalizzata a promuovere il disco Progetto B pubblicato il 16 febbraio 2011.

### Date
- 18 maggio 2011 - Via Martiri di Cefalonia -  (San Severo)
- 31 maggio 2011 - Piazza Castello - (Serracapriola)
- 1º giugno 2011 - Piazza Mattei - (Formia)
- 15 giugno 2011 - Piazza San Francesco - (Cava de' Tirreni)
- 19 giugno 2011 - Cascina Ludovica - (Oreno di Vimercate) - Concerto a pagamento.
- 18 luglio 2011 - Campo sportivo di Sant'Antonio - (Scafati) - Concerto a pagamento.
- 1º agosto 2011 - Piazza Carmine - (Volturara Irpina)
- 14 agosto 2011 - Piazza Gorgone - (San Piero Patti)
- 15 agosto 2011 - Piazza Gramsci - (Troina)
- 16 agosto 2011 - Piazza XXVII Gennaio - (Monte di Procida)
- 17 agosto 2011 - Piazza Municipio - (Casignana)
- 18 agosto 2011 - Piazza Ungheria - (Ruvo del Monte)
- 21 agosto 2011 - Campo Sportivo Pianazzo - (Castel di Lucio)
- 27 agosto 2011 - Piazza San Piero - (Vicovaro)
- 28 agosto 2011 - Piazza Municipio - (Seminara)
- 16 settembre 2011 - Casino de la Vallée - (Saint-Vincent) - Concerto a pagamento.
- 18 settembre 2011 - Collelavena - (Alatri)
- 30 settembre 2011 - Piazza Umberto I - (Sala Consilina)
- 1º gennaio 2012 - Piazza Santa Restituta - (Sora)

Il 20 aprile 2012 la Tatangelo ha tenuto un concerto in Slovenia a Nova Gorica presso il Casinò La Perla.

### Scaletta
- Non mi pento
- Odioso
- Profumo di mamma
- Amo la vita
- Colpo di fulmine
- Quando due si lasciano
- L'aria che respiro
- Essere una donna
- Non mettiamoci veleno
- Ragazza di periferia
- Averti qui
- Anna
- Un nuovo bacio
- Mamma
- La più bella
- Lo scrigno di cristallo
- Sarai
- Lo so che finirà
- Sensi
- Il mio amico
- Doppiamente fragili
- Bastardo

### Anna Tatangelo Live 2012
In seguito alla tournée ufficiale, sin dai primi mesi del 2012 la cantante propone al pubblico un mini-concerto di circa un'ora dove ripercorre la sua carriera attraverso i suoi maggiori successi. Oltre i tanti live, la Tatangelo ha anche partecipato a varie manifestazioni.

### Date
- 4 maggio 2012 - Piazza Ciaia - (Fasano)
- 14 maggio 2012 - Piazza Duomo - (Milano) - Radio Italia Live
- 1º giugno 2012 - Piazza - (Giugliano)
- 2 giugno 2012 - Piazza - (Torrecuso)
- 14 giugno 2012 - Studio Interlomas - (Città del Messico)
- 21 giugno 2012 - Corso Italia - (San Marcellino)
- 23 giugno 2012 - Abbazia Florenese - (San Giovanni in Fiore)
- 24 giugno 2012 - Piazza - (Ogliastro Cilento)
- 27 giugno 2012- Auditorium della Musica - (Roma)
- 30 giugno 2012 - Piazza della Vittoria - (Brindisi)
- 6 luglio 2012 - Circolo di Tennis - (Palermo)
- 7 luglio 2012 - Notte Bianca - Piazza - (Valmontone)
- 11 luglio 2012 - Stadio Olimpico - (Torino) - "SLAncio di Vita"
- 16 luglio 2012 - Piazza Rizzello - (Uria)
- 17 luglio 2012 - Hotel San Rocco - (Orta San Giulio)
- 22 luglio 2012 - Piazza Marconi - (Fontana Liri)
- 25 luglio 2012 - Piazza del Popolo - (Lauria)
- 26 luglio 2012 - Centro commerciale LIZ - (Montesarchio)
- 9 agosto 2012 - Piazzetta Prova D'Orchestra - (Nova Siri)
- 12 agosto 2012 - Piazzale Silvio Ferri - (Manfredonia) - Radionorba
- 14 agosto 2012 - Piazza del Paese - (Piazza Armerina)
- 15 agosto 2012 - Piazza XIX Marzo - (Cisterna di Latina)
- 16 agosto 2012 - Acadie Disco Club - (Scalea)
- 17 agosto 2012 - Piazza San Rocco - (Molinara)
- 23 agosto 2012 - Piazza Natale - (Nusco)
- 27 agosto 2012 - Piazza XI Settembre - (Brusciano)
- 30 agosto 2012 - Corso Vittorio Emanuele - (Alberona)
- 29 settembre 2012 - Piazza Roma - (Sant'Angelo Le Fratte)

### Scaletta
Questa è la lista delle performance della cantante in ordine sparso.
- Sensi
- Profumo di mamma
- Ragazza di periferia
- Quando due si lasciano
- Bastardo
- Il mio amico
- Doppiamente fragili
- Averti qui
- Un nuovo bacio
- Tu si 'na cosa grande
- Colpo di fulmine
- Essere una donna
- Lo so che finirà
- Mamma

In qualche tappa ha anche aggiunto la canzone Io te vurria vasà sostituendola a Tu si 'na cosa grande.